# Çınarcık (district)
Çinarcik is een Turks district in de provincie Yalova en telt 22.085 inwoners (2007). Het district heeft een oppervlakte van 188,6 km².
De bevolkingsontwikkeling van het district is weergegeven in onderstaande tabel.

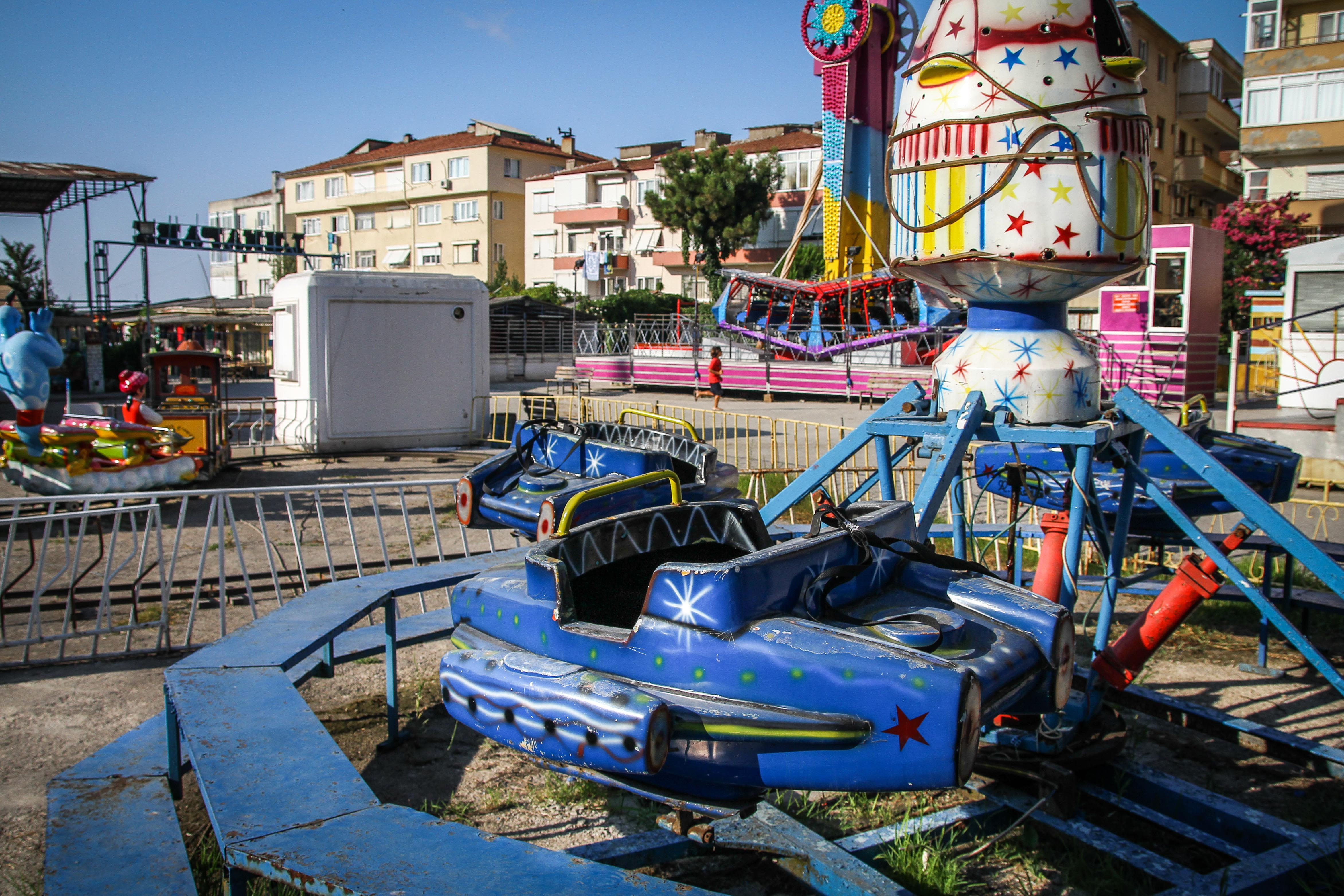
Kermis in Çınarcık

| 1997   | 2000   | 2007   |
| ------ | ------ | ------ |
| 23.884 | 21.650 | 22.085 |

Altınova · Armutlu · Çiftlikköy · Çınarcık · Termal · Yalova